# Maratus mungaich
Maratus mungaich är en spindelart som beskrevs av Julianne M. Waldock 1995. Maratus mungaich ingår i släktet Maratus och familjen hoppspindlar. Inga underarter finns listade i Catalogue of Life.